# Divisões administrativas das Bermudas

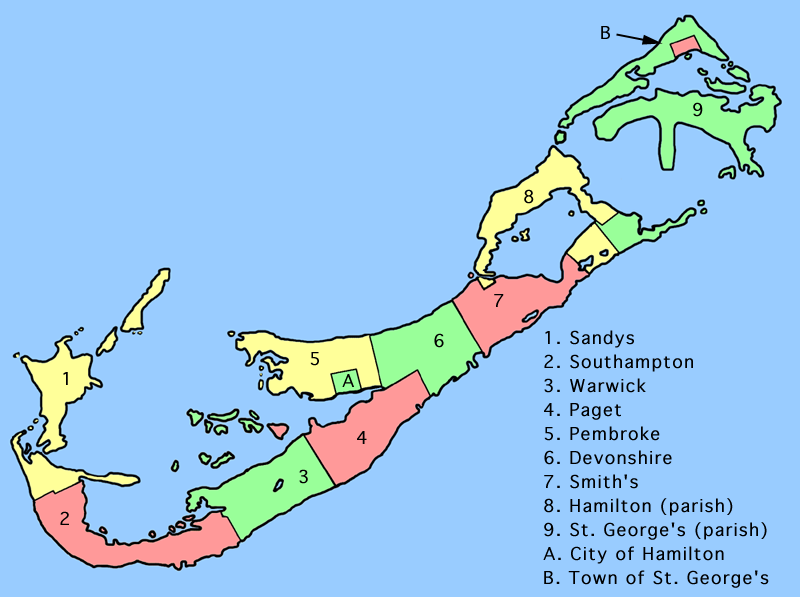
Paróquias e municípios das Bermudas

As ilhas Bermudas encontram-se divididas em 9 paróquias e 2 municípios.

## Paróquias
1. Sandys
2. Southampton
3. Warwick
4. Paget
5. Pembroke
6. Devonshire
7. Smith
8. Hamilton
9. Saint George

## Municípios
- A. Hamilton
- B. Saint George